# Carlos Moreno (hiszpański piłkarz)
Carlos Moreno Gómez (ur. 14 lutego 1992 w Villarrobledo) – hiszpański piłkarz występujący na pozycji pomocnika w Las Rozas.